# NGC 1860
NGC 1860 (również ESO 56-SC75) – gromada otwarta znajdująca się w gwiazdozbiorze Złotej Ryby. Należy do Wielkiego Obłoku Magellana. Odkrył ją John Herschel 30 grudnia 1836 roku, lecz przypuszczał, że zaobserwował obiekt, który James Dunlop odkrył 3 sierpnia 1826 roku i oznaczył numerem 272 (prawdopodobnie Dunlop odkrył wtedy NGC 1850).